# Polygordius appendiculatus
Polygordius appendiculatus é uma espécie de anelídeo pertencente à família Polygordiidae.
A autoridade científica da espécie é Fraipont, tendo sido descrita no ano de 1887.
Trata-se de uma espécie presente no território português, incluindo a sua zona económica exclusiva.